# Les Moreres (Castellolí)
Les Moreres és una antiga teuleria al marge esquerre del GR entrant pel Coll del Bruc pocs metres abans d'arribar a la cruïlla del camí que condueix cap a la Font del Ferro al terme de Castellolí (l'Anoia). Tot i que l'estat de conservació no és l'òptim es pot apreciar l'estructura que tenia l'edificació, on s'hi observa la cambra amb la pertinent graella sobre la qual es dipositaven les rajoles per a la seva cocció. La cambra de foc s'aprecia a través de les escletxes visibles de la graella que encara no han estat colgades pels sediments i la vegetació.
De planta quadrada (2,7 x 2,8 m), queden en peus parts de les parets que feien un gruix d'entre 80 i 100 cm. la qual cosa permetia conservar les altes temperatures de l'interior de la cambra per així garantir una bona cocció. Així mateix es dibuixa la porta d'accés per on s'introduïa i es treia el material a coure. Els materials emprats per a la construcció de la rajoleria eren la pedra seca, maons d'argila i una capa d'estucat de calç en l'interior de la cambra de cocció.